# Аа, Корнелис ван дер
Корнелис ван дер Аа (нидерл. Cornelis van der Aa; 22 октября 1749, Лейден — 26 октября 1815, Амстердам) — голландский писатель
, книготорговец и историк.
Известен тем, что открыл первый книжный магазин в Гарлеме. В 1796 году после вхождения Нидерландов в состав Первой Французской империи (1810—1815) Корнелис был приговорён оккупантами к пяти годам тюремного заключения и последующему вечному изгнанию из Голландии.
В конце 1799 года был освобождён и поселился в Утрехте, где устроил книжный магазин и работал там некоторое время, впоследствии стал книготорговцем в Амстердаме, куда переехал в 1807 году.
Также известен как автор исторических сочинений о Голландии.

## Избранные публикации
- Beknopt Handboekje Vaderlandsche Geschiedenissen, 6 т., Амстердам 1800—1803.
- Geschiedenis van den jongst geeindigden oorlog, 10 т., Амстердам 1802—1808.
- De Geschiedenis der Vereenigde Nederlanden, en derzelver buitenlandsche bezittingen, 6 т., Амстердам 1804—1810,
- Geschiedenis van het leven, charachter en lotgevallen van Willem V. Prins van Oranje en Nassau, 5 т., Амстердам 1806—1809.
- De doorluchtige vorsten uit den huize van Oranje-Nassau en derzelver uitmundende daden, Амстердам 1814.
- De tyrannyen der Franschen в 1747, 1795—1813 годах в Нидерландах, в 1814 в Амстердаме.
- Verslag van de gebeurtenissen в Амстердаме и Вердене в ноябре и декабре 1813 г., 2 т., Амстердам 1814.